# Гордиевка (Тростянецкий район)
Го́рдиевка (укр. Гордіївка) — село на Украине, находится в Тростянецком районе Винницкой области.
Код КОАТУУ — 0524181501. Население по переписи 2001 года составляет 1416 человек. Почтовый индекс — 24313. Телефонный код — 4343.
Занимает площадь 3,02 км².

## Адрес местного совета
24313, Винницкая область, Тростянецкий р-н, с. Гордиевка, ул. Ленина, 87 / 1